# Omanana angustata
Omanana angustata är en insektsart som beskrevs av Delong 1942. Omanana angustata ingår i släktet Omanana och familjen dvärgstritar. Inga underarter finns listade i Catalogue of Life.